# Müllerberge
Müllerberge este o arie protejată (arie specială de conservare — SAC, sit de importanță comunitară — SCI) din Germania întinsă pe o suprafață de 61,47 ha, integral pe uscat.

## Localizare
Centrul sitului Müllerberge este situat la coordonatele 53°07′31″N 14°16′10″E / 53.1253°N 14.2694°E.

## Înființare
Situl Müllerberge a fost declarat sit de importanță comunitară în septembrie 2000 pentru a proteja 1 specie de animale. Situl a fost protejat și ca arie specială de conservare în februarie 1997.

## Biodiversitate
Situată în ecoregiunea continentală, aria protejată conține 3 habitate naturale: Pajiști calcaroase din nisipuri xerice, Pajiști stepice subpanonice, Păduri pe pante, grohotișuri și ravene de Tilio-Acerion.
La baza desemnării sitului se află o specie protejată de  păsări: pupăză (Upupa epops).
Pe lângă speciile protejate, pe teritoriul sitului au mai fost identificate 19 specii de plante.